# Górnik (Oława)
Górnik, Nowy Górnik (niem. Neubergel) – część miasta Oława w Polsce, w województwie dolnośląskim, w powiecie oławskim. Położona jest w rejonie ulicy Nowy Górnik, na północny zachód od centrum Oławy. 
Dawniej samodzielna wieś i gmina jednostkowa. Od 1945 w Polsce, gdzie ustanowiła gromadę w gminie Marcinkowice w powiecie oławskim w województwie wrocławskim. W związku z reformą administracyjną kraju jesienią 1954 Górnik wszedł w skład nowo utworzonej gromady Marcinkowice. 1 lipca 1968 Górnik wyłączono z gromady Marcinkowice i włączony do nowo utworzonej gromady Oława.  1 stycznia 1973, w związku z kolejną reformą administracyjną kraju, Górnik włączono do Oławy.